# Ricardo Penella Arias
Ricardo Luis Penella Arias (Barri del Pilar, Ciutat de València, 25 de febrer de 1957) és un exfutbolista valencià. Jugava de defensa i quasi tota la seua carrera futbolística va transcórrer al València CF, on va militar 16 temporades. Va ser internacional amb la selecció espanyola. Actualment és representant de l'àrea social del València CF.

## Biografia
Arias es va formar a les categories inferiors del València CF i va debutar amb el primer equip amb només dènou anys. En els seus primers anys jugava de centrecampista defensiu, però a la fi va acabar jugant de defensa lliure. A aquesta posició es va fer imprescindible en el València CF fins al punt que fins a l'aparició de Fernando Gómez Colomer va tenir el rècord de partits disputats amb l'equip valencianista en primera divisió, amb 376 participacions.
Era un jugador que destacava pel físic a causa de la seua gran alçada. No s'acostava molt a la porteria rival, de fet sols va marcar un gol en la primera divisió. Malgrat tot, no estava exempt de tècnica essent un jugador molt a l'estil de l'època (influït per Franz Beckenbauer) en la qual s'exigia al lliure la destrucció del joc del rival, la funció de creador del joc mitjançant passades llargues i el posicionament de la defensa, tot executat de la manera més estètica possible.
Malgrat els pocs gols que va marcar al llarg de la seua carrera esportiva, un va ser fonamental, el sisé de la tanda de penals de la final de la Recopa d'Europa que el València CF va guanyar contra l'Arsenal FC el 1980.
Després de la seua llarga carrera al València CF va fitxar pel CE Castelló on va disputar una temporada a gran nivell.

### Internacional
Va ser internacional amb la selecció espanyola en un partit, el 26 de setembre de 1979 front a Portugal a Vigo amb resultat d'empat a un.

## Clubs
- València CF - 1976-1992 - Primera divisió
- CE Castelló - 1992-1993 - Segona divisió

## Palmarès

### Estatals
- 1 Copa del Rei - València CF - 1979

### Internacionals
- 1 Recopa d'Europa - València CF - 1980
- 1 Supercopa d'Europa - València CF - 1980